# Club Deportivo Beti Onak (balonmano femenino)
El Club Deportivo Beti Onak y, por motivos de patrocinio, Replasa Beti Onak, es la sección de balonmano femenino del Club Deportivo Beti Onak. Juega en la Liga Guerreras Iberdrola.

## Historia
Sobre el año 1960 se fundó la sección de balonmano del CD Beti Onak. La sección femenina tuvo que esperar a la temporada 1968-69 para jugar sus primeros encuentros. De la mano de Blanqui Donazar compite en el Trofeo Sección Femenina y, al año siguiente, en el Campeonato Navarro. Un impás de una década para volver a ver a un equipo verdinegro competir, en la «Copa Primavera» de la temporada 1978-79 de la mano de Miguel David y Carmen Lizarraga. 
Compitió en la por entonces segunda división (Primera Nacional) hasta la reestructuración que llevó a cabo la Federación Española, compitiendo en la División de Honor Plata y accediendo a tres fases de ascenso a la por entonces Liga ABF (2014 y 2016) y la Liga Guerreras Iberdrola (2021).
Sería en la temporada 2021-22 en la que conseguiría el ascenso a la máxima división nacional, proclamándose campeona de la División de Honor Plata sin conocer la derrota y alzándose con la plaza en la Liga Guerreras Iberdrola para la temporada 2022-23. Se mantuvo in extremis y manteniéndose en la temporada siguiente, consiguiendo la mejor clasificación hasta la fecha, 8.ª en la fase regular, terminando en 7.ª posición.

### Otros nombres
El club ha tenido otros nombres en función de sus patrocinadores. 
- 2018 - 22: Gurpea Beti Onak[8]
- 2022 - 23: Gurpea Beti Onak Azparren Gestión[9]
- 2023 - : Replasa Beti Onak

## Palmarés
- Subcampeonato de la Copa de la Reina (1): (2024-25).
- División de Honor Plata (1): (2022).
- Campeonato de la Copa Primavera (5): (1983-84, 1986-87, 1994-95, 1996-97 y 1997-98).
- Campeonato de Navarra (5): (1988-89, 1991-92, 1992-93, 1993-94 y 1996-97).

## Pabellón
| Pabellón                                  | Lugar   |
| ----------------------------------------- | ------- |
| Frontón Atarrabia                         | Villava |
| Polideportivo Municipal Hermanos Induráin | Villava |

## Equipo

### Plantilla
Plantilla para la temporada 2025/26
|  | Porteras - 32. Patri Encinas - 16. Olaia Luzuriaga Extremos - 98. Mariana Costa - 48. Laida Urbitarte - 14. Isi Fernández-Agustí - 10. Lucía Zamora - 6. Ayelen García Pivotes - 19. Almudena Gutiérrez - 77. Kelly Fonkeng - 24. Libe Arruabarrena | Central - 18. Macarena Sans - 88. Nerea Canas Laterales - 5. Mica Casasola - 13. María Grasielly Brasil Pereira - 23. Elsa Ventura - 84. Estitxu Rodríguez - 15. Aileen Ripa - 29. Maialen Orbañanos |

### Llegadas y salidas
Llegadas y salidas temporada 2025/2026
|  | Llegadas - Micaela Casasola, desde el Club Balonmano Porriño - Maialen Orbañanos, desde el Balonmano Zuazo - Elsa Ventura, desde el Balonmano Ikasa | Salidas - Rocío Rojas - Valeska Lovera - Adriana Mallo - Eider Hernández |